# Mohammad Samadi
Mohammad Salah Samadi (ur. 16 września 1976 w Hussein Dey) – piłkarz algierski grający na pozycji bramkarza.

## Kariera klubowa
Karierę piłkarską Samadi rozpoczął w klubie JS Bordj Ménaïel. W 1998 roku zadebiutował w nim w drugiej lidze algierskiej. Grał w nim do 2000 roku i wtedy też odszedł do pierwszoligowego USM Blida. Występował w nim do 2008 roku i rozegrał w nim łącznie 188 spotkań. Latem 2008 ponownie zmienił klub i został zawodnikiem drugoligowego WR Bentalha. W 2010 roku spadł z nim z drugiej do trzeciej ligi algierskiej.
| Sezon   | Klub             | Kraj     | Rozgrywki            | Mecze | Bramki |
| ------- | ---------------- | -------- | -------------------- | ----- | ------ |
| 1998/99 | JS Bordj Ménaïel | Algieria | II. liga             | ?     | ?      |
| 1999/00 | JS Bordj Ménaïel | Algieria | II. liga             | ?     | ?      |
| 2000/01 | USM Blida        | Algieria | Championnat National | 28    | 0      |
| 2001/02 | USM Blida        | Algieria | Championnat National | 28    | 0      |
| 2002/03 | USM Blida        | Algieria | Championnat National | 27    | 0      |
| 2003/04 | USM Blida        | Algieria | Championnat National | 29    | 0      |
| 2004/05 | USM Blida        | Algieria | Championnat National | 15    | 0      |
| 2005/06 | USM Blida        | Algieria | Championnat National | 25    | 0      |
| 2006/07 | USM Blida        | Algieria | Championnat National | 18    | 0      |
| 2007/08 | USM Blida        | Algieria | Championnat National | 18    | 0      |
| 2008/09 | WR Bentalha      | Algieria | II. liga             | ?     | 0      |
| 2009/10 | WR Bentalha      | Algieria | II. liga             | ?     | 0      |

## Kariera reprezentacyjna
W reprezentacji Algierii Samadi zadebiutował 16 października 2001 roku w wygranym 2:0 towarzyskim meczu z Burkina Faso. W tym samym roku został powołany do kadry Algierii na Puchar Narodów Afryki 2002. Na tym turnieju był rezerwowym dla Lounèsa Gaouaouiego i nie wystąpił ani razu. W kadrze narodowej od 2001 do 2002 roku rozegrał 5 meczów.